# Wincenty Gorzycki
Wincenty Gorzycki pseud. Zygmunt Narski (ur. 30 lipca 1893 we Lwowie, zm. 6 marca 1923 w Warszawie) – polski historyk, badacz dziejów Polski XIX wieku.

## Życiorys
Był synem Kazimierza Józefa Gorzyckiego. Studiował we Lwowie i Warszawie. W czasie I wojny światowej walczył w Legionach Polskich. W 1920 obronił doktorat na UW pod kierunkiem Marcelego Handelsmana. W 1920 redaktor "Dziennika Berlińskiego", współorganizator akcji plebiscytowej na Śląsku. Docent Wolnej Wszechnicy Polskiej i profesor Państwowego Instytutu Pedagogicznego.

## Wybrane publikacje
- Oświata publiczna w Księstwie Warszawskiem i organizacja władz i funduszów,  Lwów - Warszawa: Książnica Polska Towarzystwa Nauczycieli Szkół Wyższych 1921.
- Walka Grecji o niepodległość w wieku XIX[1], Warszawa: Polska Składnica Pomocy Szkolnych 1922.